# Józef Józefczyk
Józef Józefczyk (ur. 12 lutego 1949 w Iwoniczu-Zdroju, zm. 7 kwietnia 1993 tamże) – polski aktor.

## Życiorys
W 1976 roku ukończył studia na Wydziale Aktorskim PWSFTviT w Łodzi. Debiutował w Teatrze Dramatycznym w Wałbrzychu. W latach 1976–80 grał w Teatrze im. Horzycy w Toruniu. W latach 1980–82 występował w Teatrze im. Siemaszkowej w Rzeszowie, w latach 1982-90 w Teatrze im. Żeromskiego w Kielcach. Od 1990 do końca życia występował w Teatrze na Woli w Warszawie.

## Filmografia
- 1988-1990 – W labiryncie